# Миленко Тепић
Миленко Тепић (Нови Сад, 27. фебруар 1987) јесте српски кошаркашки функционер и бивши кошаркаш. Тренутно је директор свих млађих категорија у Партизану. Током играчке каријере играо је на позицијама плејмејкера и бека.

## Клупска каријера
Миленко Тепић је почео да тренира кошарку 1996. године у школи кошарке „Спортс ворлд“, а 2000. године је прешао у новосадску Војводину. У својој последњој сезони у дресу Војводине је у Суперлиги у просеку постизао 11 поена, уз 2,8 скокова и две и по асистенције, за 25 минута на терену док је у Јадранској лиги за приближно исто време давао 7,6 поена, уз 1,9 скокова и 1,3 асистенције.
У јулу 2006. је потписао четворогодишњи уговор са Партизаном. Играч Партизана је био наредне три сезоне, када је са црно-белима у домаћим такмичењима освојио осам од могућих девет трофеја (два Купа Радивоја Кораћа, три титуле Јадранске лиге и три титуле у Суперлиги Србије). Поред тога са црно-белима је два пута играо четвртфинале плеј-офа Евролиге и једном Топ 16 фазу.
Након завршетка сезоне 2008/09, Тепић је потписао трогодишњи уговор са Панатинаикосом. Играо је две сезоне за Панатинаикос, освојио је две титуле у првенству Грчке и трофеј Евролиге 2011.
Дана 26. септембра 2011. је потписао двогодишњи уговор са шпанским клубом Кахасол из Севиље. Након две сезоне у Севиљи, Тепић у јулу 2013. потписује једногодишњи уговор са Лијетувос ритасом. У литванском тиму није имао запажену улогу па је 13. децембра 2013. раскинуо уговор са клубом.
Пет дана након напуштања Ритаса, Тепић је потписао уговор са Партизаном на годину и по дана. Са црно-белима је у сезони 2013/14. изгубио у полуфиналу Јадранске лиге од Цедевите, па је тако клуб остао без Евролиге након више од деценије. На крају ове сезоне Тепић са Партизаном осваја још једну титулу у Првенству Србије. Провео је и наредну 2014/15. сезону у Партизану, у којој клуб није освојио ниједан трофеј.
За сезону 2015/16. је потписао уговор са екипом ПАОК-а. У сезони 2016/17. играо је за Орландину, а наредну 2017/18. сезону је провео такође у Италији али у екипи Бриндизија. У сезони 2018/19. је поново заиграо за ПАОК.
У јулу 2019. је потписао једногодишњи уговор са италијанским Варезеом. У екипи Варезеа се задржао само до 6. новембра 2019, када је уговор раскинут. Тепић је наступио на само три утакмице у италијанском првенству и просечно је бележио тек поен по мечу. Осам дана касније је потписао уговор са грчким прволигашем Ираклисом. Дана 10. августа 2020. године је потписао уговор са екипом Меге. Провео је сезону 2020/21. у Меги, након чега је у јулу 2021. објавио да завршава играчку каријеру.

## Репрезентативна каријера
Тепић је са репрезентацијом био пионирски првак Европе 2001, кадетски првак Европе 2003, јуниорски првак Европе 2005, првак Европе у конкуренцији кошаркаша до 20 година 2006. Исте године је био на ширем списку за Светско првенство у Јапану. Године 2007. је освојио Европско првенство до 20 година у Словенији.
Био је члан сениорске репрезентације Србије на Европским првенствима 2007, 2009. и 2011. као и на Светском првенству 2010. Током лета 2012. је наступао у квалификацијама за Европско првенство 2013. у Словенији, а након тога га пет година није било у националном дресу све до јесени 2017. када је заиграо у квалификацијама за Светско првенство 2019. у Кини.

## Успеси

### Клупски
- Партизан:
  - Првенство Србије (4): 2006/07, 2007/08, 2008/09, 2013/14.
  - Јадранска лига (3): 2006/07, 2007/08, 2008/09.
  - Куп Радивоја Кораћа (2): 2008, 2009.
- Панатинаикос:
  - Евролига (1): 2010/11
  - Првенство Грчке (2): 2009/10, 2010/11.

### Индивидуални
- Најкориснији играч Купа Радивоја Кораћа (1): 2008.

### Репрезентативни
- Европско првенство до 16 година: 
  -  2003.
- Европско првенство до 18 година: 
  -  2005.
- Универзијада: 
  -  2005.
- Европско првенство до 20 година: 
  -  2006, 2007.
- Европско првенство: 
  -  2009.